# ELF1
ELF1‏ (E74 like ETS transcription factor 1) هوَ بروتين يُشَفر بواسطة جين ELF1 في الإنسان.